# Arachniodes tomitae
Arachniodes tomitae là một loài dương xỉ trong họ Dryopteridaceae. Loài này được Sa.Kurata mô tả khoa học đầu tiên năm 1978.